# 臺中市私立弘文高級中學
臺中市私立弘文高級中學（簡稱弘文高中）是位於臺中市潭子區的私立普通型高級中等學校。國中部制服為藍色、高中部制服為黃色。
109學年度，國中部運動服改為藍色。2023年體育館完工開放使用

## 歷史
- 1971年4月，簡木炎開始籌備臺灣省臺中縣私立全德高級職業學校，校址選在台中縣潭子鄉，5月1日動工。8月6日臺灣省教育廳核准設校，初設電子設備修護科、電工科、商科計三科。9月1日「臺灣省臺中縣私立全德高級工商職業學校」正式上課，董事長簡木炎聘請籌備主任劉添財為首任校長。
- 1971年5月10日，成立附設補校。
- 1980年1月1日，實習工廠啟用。5月8日圖書館啟用。
- 1993年4月15日，校名改為「臺灣省臺中縣私立弘文工業家事職業學校」。董事會改組後董事長改由羅文貴擔任，成立普通科。
- 1995年2月21日，校名改為「臺灣省臺中縣私立弘文高級中學」。7月1日成立國中部。
- 1996年高職部學生全數畢業後，學校轉型為純國高中部之完全中學
- 1999年精省後，校名簡為「臺中縣私立弘文高級中學」。
- 2010年配合臺中縣市合併校名變更為「臺中市私立弘文高級中學」。
- 2014年4月4日，原「臺中縣私立全德高級工商職業學校校友會」更名為「臺中縣私立弘文高級中學校友會」。

## 科別
- 國中部
- 高中部
- 國際部

## 歷任校長
| 任別 | 任期                          | 姓名   | 更動原因                     |
| ---- | ----------------------------- | ------ | ---------------------------- |
| 1    | 1971年9月 － 1979年8月1日     | 劉添財 | 全德高職首任                 |
| 2    | 1979年8月1日 － 1993年4月15日 | 金鵬飛 |                              |
| 3    | 1993年4月15日 － 2000年       | 張秀珠 | 校名由弘文工家更改為弘文高中 |
| 4    | 2000年 － 2012年9月           | 吳冠輝 |                              |
| 代理 | 2012年9月 － 2012年11月       | 黃石谷 | 主任代理                     |
| 5    | 2012年11月 － 2015年8月       | 黃石谷 |                              |
| 6    | 2015年8月 － 現任             | 張輝政 |                              |

## 外部連結
- 臺中市私立弘文高級中學